# Estequiometría
En química, la estequiometría (del griego στοιχειον, stoikheion, 'elemento' y μετρον, métrón, 'medida') es el cálculo de las relaciones cuantitativas entre los reactivos o reactantes y productos en el transcurso de una reacción química.

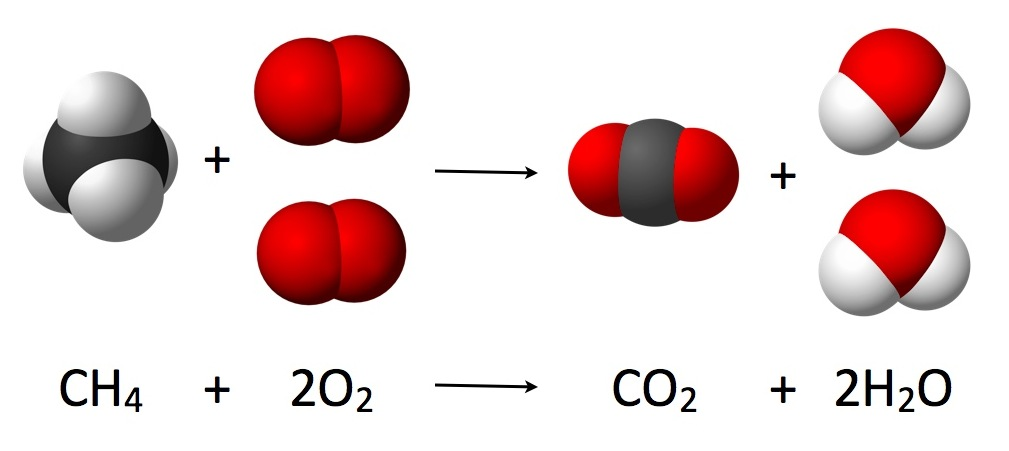
Diagrama estequiométrico de la reacción de combustión del metano.

Estas relaciones se pueden deducir a partir de la teoría atómica, aunque históricamente no se enunciaron sin hacer referencia a la composición de la materia, según distintas leyes y principios.
El primero que enunció los principios de la estequiometría fue Jeremias Benjamin Richter (1762-1807), en 1792, quien describió la estequiometría de la siguiente manera:

«La estequiometría es la ciencia que mide las proporciones cuantitativas o relaciones de masa de los elementos químicos que están implicados (en una reacción química)».

También estudia la proporción de los distintos elementos en un compuesto químico y la composición de mezclas químicas de los componentes.
Algunos ejemplos son:
4 g de H2, reaccionan con 32 g de O2 para dar 36 g de H2O.
2 moles de H2, reaccionan con 1 mol de O2 para dar 2 moles de H2O.
44,82 L de H2, reaccionan con 22,41 L en O2 en C.N.P.T. para dar 18 mL de H2O.

## Principio de la estequiometría
Una reacción química se produce cuando hay una modificación en la identidad química de las sustancias intervinientes; esto significa que no es posible identificar a las mismas sustancias antes y después de producirse la reacción química, los reactivos se consumen para dar lugar a los productos.
A escala microscópica una reacción química se produce por la colisión de las partículas que intervienen ya sean moléculas, átomos o iones, aunque puede producirse también por el choque de algunos átomos o moléculas con otros tipos de partículas, tales como electrones o fotones. Este choque provoca que las uniones que existían previamente entre los átomos se rompan y facilite que se forman nuevas uniones, es decir que, a escala atómica, es un reordenamiento de los enlaces entre los átomos que intervienen. Este ordenamiento se produce por desplazamientos de electrones: unos enlaces se rompen y otros se forman, sin embargo los átomos implicados no desaparecen, ni se crean nuevos átomos. Esto es lo que se conoce como ley de conservación de la masa, e implica los dos principios siguientes:

- El número total de átomos antes y después de la reacción química no cambia.
- El número de átomos de cada tipo es igual antes y después de la reacción.

En el transcurso de las reacciones químicas las partículas subatómicas tampoco desaparecen, el número total de protones, neutrones y electrones permanece constante. Y como los protones tienen carga positiva y los electrones tienen carga negativa, la suma total de cargas no se modifica. Esto es especialmente importante tenerlo en cuenta para el caso de los electrones, ya que es posible que durante el transcurso de una reacción química salten de un átomo a otro o de una molécula a otra, pero el número total de electrones permanece constante. Esto que es una consecuencia natural de la ley de conservación de la masa se denomina ley de conservación de la carga e implica que:
- La suma total de cargas antes y después de la reacción química permanece constante.

Las relaciones entre las cantidades de reactivos consumidos y productos formados dependen directamente de estas leyes de conservación, y por lo tanto pueden ser determinadas por una ecuación (igualdad matemática) que las describa. A esta igualdad se le llama ecuación estequiométrica.
También puede sincronizar el balance de átomos y calcular la oxidación

## Ecuaciones químicas
Una ecuación química es una representación escrita de una reacción química. Se basa en el uso de símbolos químicos que identifican a los átomos que intervienen y como se encuentran agrupados antes y después de la reacción. Cada grupo de átomos se encuentra separado por símbolos (+) y representa a las moléculas que participan, cuenta además con una serie de números que indican la cantidad de átomos de cada tipo que las forman y la cantidad de moléculas que intervienen, y con una flecha que indica la situación inicial y la final de la reacción. Así por ejemplo en la reacción: 

{\displaystyle \mathrm {O_{2}+2\,H_{2}\to 2\,H_{2}O} }

Tenemos los grupos de átomos (moléculas) siguientes:
- {{\displaystyle \mathrm {O_{2},H_{2},H_{2}O} }}

### Subíndices
Los subíndices indican la atomicidad, es decir la cantidad de átomos de cada tipo que forman cada agrupación de átomos (molécula). Así el primer grupo arriba representado, indica a una molécula que está formada por 2 átomos de oxígeno, el segundo a dos moléculas formadas por 2 átomos de hidrógeno, y el tercero representa a un grupo de dos moléculas formadas cada una por 2 átomos de hidrógeno y uno de oxígeno, es decir dos moléculas de agua.

### Coeficiente estequiométrico
Es el número de moléculas de un determinado tipo que participa en una ecuación química dada en el orden en el que está escrita. En el siguiente ejemplo:

{\displaystyle \mathrm {CH_{4}+2\,O_{2}\to CO_{2}+2\,H_{2}O} }

El coeficiente del metano es 1, el del oxígeno 2, el del dióxido de carbono 1 y el del agua 2. Los coeficientes estequiométricos son en principio números enteros, aunque para ajustar ciertas reacciones alguna vez se emplean números fraccionarios.
Cuando el coeficiente estequiométrico es igual a 1, no se escribe. Por eso, en el ejemplo {\displaystyle {\ce {CH4}}} y {\displaystyle {\ce {CO2}}} no llevan ningún coeficiente delante.
Como por ejemplo 
- {\displaystyle {\ce {O2}}}

Debe leerse como 1(O2) es decir, un grupo de moléculas de oxígeno. Y la expresión:
- {\displaystyle {\ce {2H2O}}}

Debe leerse como 2(H2O), es decir dos grupos o moléculas, cada uno de los cuales se encuentra formado por dos átomos de hidrógeno y uno de oxígeno.

### Lectura de una ecuación química
Dado que una ecuación química es una representación simplificada o mínima de una reacción química, es importante considerar todos los datos representados; ya que perder de vista a alguno significa no entender realmente la situación representada. Los símbolos y subíndices representan a las especies químicas que participan, y los coeficientes representan al número de moléculas de cada tipo que se encuentran participando de la reacción.
Finalmente la flecha indica cual es el sentido predominante en el cual la reacción química progresa. Así en el ejemplo anterior vemos que CH4 y O2 se encuentran en la situación «antes de», es decir del lado de los reactivos y H2O y CO2 se encuentran en la situación de «después de», es decir del lado de los productos. La ecuación completa debería leerse así:

«Una molécula de metano (CH4) reacciona químicamente con dos moléculas de oxígeno diatómico (2 O2) para formar una molécula de dióxido de carbono (CO2) y dos moléculas de agua (2 H2O)».

## Balance de materia
Se dice que una ecuación química se encuentra ajustada, equilibrada o balanceada cuando respeta la ley de conservación de la materia, según la cual la cantidad de átomos de cada elemento debe ser igual del lado de los reactivos (antes de la flecha) y en lado de los productos de la reacción (después de la flecha). 
Para balancear una ecuación, se deben ajustar los coeficientes, y no los subíndices. Esto es así porque cada tipo de molécula tiene siempre la misma composición, es decir se encuentra siempre formada por la misma cantidad de átomos, si modificamos los subíndices estamos nombrando a sustancias diferentes:
H2O es agua común y corriente, pero H2O2 es peróxido de hidrógeno, una sustancia química totalmente diferente. Al modificar los coeficientes solo estamos diciendo que ponemos más o menos de tal o cual sustancia.
Por ejemplo, en la reacción de combustión de metano (CH4), este se combina con oxígeno molecular (O2) del aire para formar dióxido de carbono (CO2) y agua. (H2O). La reacción sin ajustar será:

{\displaystyle \mathrm {a\cdot CH_{4}+b\cdot O_{2}\to c\cdot CO_{2}+d\cdot H_{2}O} }

En esta ecuación, las incógnitas son a, b, c y d, que son los denominados coeficientes estequiométricos. Para calcularlos, debe tenerse en cuenta la ley de conservación de la materia, por lo que la suma de los átomos de cada elemento debe ser igual en los reactivos y en los productos de la reacción. Existen tres métodos principales para balancear una ecuación estequiométrica, que son, el método de tanteo, el método algebraico y el método de ion-electrón para ecuaciones de tipo redox.

### Método de balanceo por tanteo
El método de tanteo se basa simplemente en modificar los coeficientes de uno y otro lado de la ecuación hasta que se cumplan las condiciones de balance de masa. No es un método rígido, aunque tiene una serie de delineamientos principales que pueden facilitar el encontrar rápidamente la condición de igualdad.
- Se comienza igualando el elemento que participa con mayor estado de oxidación en valor absoluto.
- Se continúa ordenadamente por los elementos que participan con menor estado de oxidación.
- Si la ecuación contiene oxígeno, conviene balancear el oxígeno en segunda instancia.
- Si la ecuación contiene hidrógeno, conviene balancear el hidrógeno en última instancia.

En el ejemplo, se puede observar que el elemento que participa con un estado de oxidación de mayor valor absoluto es el carbono que actúa con estado de oxidación (+4), mientras el oxígeno lo hace con estado de oxidación (-2) y el hidrógeno con (+1).
Comenzando con el carbono, se iguala de la forma más sencilla posible, es decir con coeficiente 1 a cada lado de la ecuación, y de ser necesario luego se corrige.

{\displaystyle \mathrm {1\,CH_{4}+b\cdot O_{2}\to 1\,CO_{2}+d\cdot H_{2}O} }

Se continúa igualando el oxígeno, se puede observar que a la derecha de la ecuación, así como está planteada, hay 3 átomos de oxígeno, mientras que a la izquierda hay una molécula que contiene dos átomos de oxígeno. Como no se deben tocar los subíndices para ajustar una ecuación, simplemente añadimos media molécula más de oxígeno a la izquierda:

{\displaystyle \mathrm {CH_{4}+O_{2}+{\cfrac {1}{2}}\,O_{2}\to CO_{2}+d\cdot H_{2}O} }

O lo que es lo mismo:

{\displaystyle \mathrm {CH_{4}+{\cfrac {3}{2}}\,O_{2}\to CO_{2}+d\cdot H_{2}O} }

Luego se iguala el hidrógeno. A la izquierda de la ecuación hay cuatro átomos de hidrógeno, mientras que a la derecha hay dos. Se añade un coeficiente 2 frente a la molécula de agua para balancear el hidrógeno:

{\displaystyle \mathrm {CH_{4}+{\cfrac {3}{2}}\,O_{2}\to CO_{2}+2\,H_{2}O} }

El hidrógeno queda balanceado, sin embargo ahora se puede observar que a la izquierda de la ecuación hay 3 átomos de oxígeno (3/2 de molécula) mientras que a la derecha hay 4 átomos de oxígeno (2 en el dióxido de carbono y 2 en las moléculas de agua). Se balancea nuevamente el oxígeno agregando un átomo más (1/2 molécula más) a la izquierda:

{\displaystyle \mathrm {CH_{4}+{\cfrac {3}{2}}\,O_{2}+{\cfrac {1}{2}}\,O_{2}\to CO_{2}+2\,H_{2}O} }

O lo que es lo mismo:

{\displaystyle \mathrm {CH_{4}+2\,O_{2}\to CO_{2}+2\,H_{2}O} }

Ahora la ecuación queda perfectamente balanceada. El método de tanteo es útil para balancear rápidamente ecuaciones sencillas, sin embargo se torna sumamente engorroso para balancear ecuaciones en las cuales hay más de tres o cuatro elementos que cambian sus estados de oxidación. En esos casos resulta más sencillo aplicar otros métodos de balanceo.

### Método de balanceo algebraico
El método algebraico se basa en el planteamiento de un sistema de ecuaciones en la cual los coeficientes estequiométricos participan como incógnitas, procediendo luego despejar estas incógnitas. Es posible sin embargo que muchas veces queden planteados sistemas de ecuaciones con más incógnitas que ecuaciones, en esos casos la solución se halla igualando cualquiera de los coeficientes a 1 y luego despejando el resto en relación con él. Finalmente se multiplican todos los coeficientes por un número de modo tal de encontrar la menor relación posible entre coeficientes enteros.
En el ejemplo:
{\displaystyle \mathrm {a\cdot CH_{4}+b\cdot O_{2}\;\to \;c\cdot CO_{2}+d\cdot H_{2}O} }
para el elemento hidrógeno (H) hay 4·a átomos en los reactivos y 2·d átomos en los productos. De esta manera se puede plantear una condición de igualdad para el hidrógeno:
Hidrógeno: 4·a = 2·d
Y procediendo de la misma forma para el resto de los elementos participantes se obtiene un sistema de ecuaciones:
Hidrógeno: 4·a = 2·d
Oxígeno: 2·b = 2·c + d
Carbono: a = c
Con lo que tenemos un sistema lineal de tres ecuaciones con cuatro incógnitas homogéneo:
Al ser un sistema homogéneo tenemos la solución trivial:
Pero debemos buscar una solución que no sea trivial, ya que esta implicaría que no hay «ningún» átomo, y no describe el planteo químico, proseguimos a simplificar:
Si, la tercera ecuación, la cambiamos de signo, la multiplicamos por dos y le sumamos la primera tendremos:
{\displaystyle \left\{{\begin{array}{rrrrr}2a&&&-d&=0\\&2b&-2c&-d&=0\\-2a&&+2c&&=0\end{array}}\right.\longrightarrow \quad \left\{{\begin{array}{rrrrr}2a&&&-d&=0\\&2b&-2c&-d&=0\\&&2c&-d&=0\end{array}}\right.}
Pasando d al segundo miembro, tenemos:
Con lo que tenemos el sistema resuelto en función de d:
Se trata en encontrar el menor valor de d que garantice que todos los coeficientes sean números enteros, en este caso haciendo d= 2, tendremos:
Sustituyendo los coeficientes estequimétricos en la ecuación de la reacción, se obtiene la ecuación ajustada de la reacción:

{\displaystyle \mathrm {CH_{4}+2\,O_{2}\to CO_{2}+2\,H_{2}O} }

Ésta dice que 1 molécula de metano reacciona con 2 moléculas de oxígeno para dar 1 molécula de dióxido de carbono y 2 moléculas de agua.
Al fijar arbitrariamente un coeficiente e ir deduciendo los demás pueden obtenerse valores racionales no enteros. En este caso, se multiplican todos los coeficientes por el mínimo común múltiplo de los denominadores. En reacciones más complejas, como es el caso de las reacciones redox, se emplea el método del ion-electrón.

### Balanceo de las ecuaciones redox
Las reacciones electroquímicas se pueden balancear por el método ion-electrón donde la reacción global se divide en dos semirreacciones (una de oxidación y otra de reducción), se efectúa el balance de carga y elemento, agregando H+, OH−, H2O y/o electrones para compensar los cambios de oxidación.
Antes de empezar a balancear se tiene que determinar en que medio ocurre la reacción, debido a que se procede de una manera en particular para cada medio.

#### Medio ácido
Se explicará por medio de un ejemplo, cuando manganésica reacciona con bismutato de sodio.
- El primer paso es escribir la reacción sin balancear:

{\displaystyle {\ce {Mn^{2+}(aq) + NaBiO3(s) -> Bi^{3+}(aq) + MnO4^{-}(aq)}}}
- Luego se divide en dos semirreacciones:
  - Reducción: {\displaystyle {\ce {Mn^{2+}(aq) -> MnO4^{-}(aq)\,}}}
  - Oxidación: {\displaystyle {\ce {BiO3^- (s) -> Bi^3+(aq)\,}}}

- Cada semirreacción se balancea de acuerdo con el número y tipo de átomos y cargas. Como estamos en medio ácido los iones H+ se agregan para balancear los átomos de H y se agrega H2O para balancear los átomos de O:
  - Reducción:

{\displaystyle {\ce {4 H2O (l) + Mn^{2+}(aq) -> MnO4^{-}(aq) + 8 H^+ (aq) + 5 e^- \,}}}
- - Oxidación:

{\displaystyle {\ce {2 e^- + 6 H^+ (aq) + BiO3^- (s) -> Bi^{3+}(aq) + 3 H_2O (l) \,}}}
- - Oxidación:

{\displaystyle {\ce {10 e^- + 30 H^+ (aq) + 5 BiO3^- (s) -> 5 Bi^3+ (aq) + 15 H2O (l) \,}}}
- Reacción balanceada:

{\displaystyle {\ce {14 H^+ (aq) + 2 Mn^2+ (aq) + 5 NaBiO3 (s) -> 7 H2O (l) + 2 MnO4^- (aq) + 5 Bi^3+ (aq) + 5 Na^+ (aq) \,}}}
- En algunos casos es necesario agregar contraiones para terminar de balancear la ecuación. Para este caso, si se conociera el anión de la sal magnésica, ese sería el contraión. Se agrega por igual de ambos lados de la ecuación para terminar de balancearla.

#### Medio básico
También se explicará por medio de un ejemplo, cuando el permanganato de potasio reacciona con el sulfito de sodio.
- El primer paso es escribir la reacción sin balancear:

{\displaystyle {KMnO}_{4}+{Na}_{2}SO_{3}+{H}_{2}{O}\longrightarrow MnO_{2}+{Na}_{2}S{O}_{4}+{KOH}\,}
- Luego se divide en dos semirreacciones:
  - Reducción: {\displaystyle {MnO}_{4}^{-}\longrightarrow {MnO}_{2}\,}
  - Oxidación: {\displaystyle {SO}_{3}^{2}\longrightarrow {SO}_{4}^{2-}\,}
- Cada semirreacción se balancea de acuerdo con el número y tipo de átomos y cargas. Como estamos en medio alcalino los OH− se agregan para balancear los átomos de H y normalmente se agrega la mitad de moléculas de H2O del otro lado de la semirreacción para balancear los átomos de O.
  - Reducción: {\displaystyle {\mbox{3e}}^{-}+{\mbox{2H}}_{2}{\mbox{O}}+{\mbox{MnO}}_{4}^{-}\rightarrow {\mbox{MnO}}_{2}+{\mbox{4OH}}^{-}\,}
  - Oxidación: {\displaystyle {\mbox{2OH}}^{-}+{\mbox{SO}}_{3}^{2-}\rightarrow {\mbox{SO}}_{4}^{2-}+{\mbox{H}}_{2}{\mbox{O}}+{\mbox{2e}}^{-}\,}
- Finalmente se multiplica cada semirreacción por un factor para que se cancelen los electrones cuando se sumen ambas semirreacciones.
  - Reducción: {\displaystyle {\mbox{6e}}^{-}+{\mbox{4H}}_{2}{\mbox{O}}+{\mbox{2MnO}}_{4}^{-}\rightarrow {\mbox{2MnO}}_{2}+{\mbox{8OH}}^{-}\,}
  - Oxidación: {\displaystyle {\mbox{6OH}}^{-}+{\mbox{3SO}}_{3}^{2-}\rightarrow {\mbox{3SO}}_{4}^{2-}+{\mbox{3H}}_{2}{\mbox{O}}+{\mbox{6e}}^{-}\,}

Ecuación balanceada:
- Reacción balanceada:

{\displaystyle {\mbox{2KMnO}}_{4}+{\mbox{3Na}}_{2}{\mbox{SO}}_{3}+{\mbox{H}}_{2}{\mbox{O}}\rightarrow {\mbox{2MnO}}_{2}+{\mbox{3Na}}_{2}{\mbox{SO}}_{4}+{\mbox{2KOH}}\,}
- En este caso se agregaron contraiones para terminar de balancear la ecuación (los cationes K+ y Na+)

## Mezcla, proporciones y condiciones estequiométricas
Cuando los reactivos de una reacción están en cantidades proporcionales a sus coeficientes estequiométricos se dice:
- La mezcla es estequiométrica;
- Los reactivos están en proporciones estequiométricas;
- La reacción tiene lugar en condiciones estequiométricas;

Las tres expresiones tienen el mismo significado.
En estas condiciones, si la reacción es completa, todos los reactivos se consumirán dando las cantidades estequiométricas de productos correspondientes.
Si no en esta forma, existirá el reactivo limitante que es el que está en menor proporción y que con base en él se trabajan todos los cálculos.
Ejemplo
- ¿Qué cantidad de oxígeno es necesaria para reaccionar con 100 gramos de carbono produciendo dióxido de carbono?

Masa atómica del oxígeno = 15,9994.
Masa atómica del carbono = 12,0107.
La ecuación química que representa la reacción química es:
{\displaystyle \mathrm {C_{(s)}+O_{2\;g}\longrightarrow CO_{2\;g}} }

Se tienen las siguientes equivalencias a partir de la reacción química y las masas atómicas citadas:
{\displaystyle {\begin{array}{rcl}12,0107\;gramos\;de\;C&=&1\;mol\;de\;{\acute {a}}tomos\;de\;C\\1\;mol\;de\;{\acute {a}}tomos\;de\;carbono&\equiv &1\;mol\;de\;mol{\acute {e}}culas\;de\;ox{\acute {\imath }}geno\\1\;mol\;de\;mol{\acute {e}}culas\;de\;ox{\acute {\imath }}geno&=&31,9988\;gramos\;de\;ox{\acute {\imath }}geno\\\end{array}}}
Esta última relación es consecuencia de la fórmula química del oxígeno molecular ({\displaystyle O_{2}})
{\displaystyle 1\;mol\;de\;mol{\acute {e}}culas\;de\;ox{\acute {\imath }}geno=2\cdot 15,9994\;gramos\;de\;ox{\acute {\imath }}geno}
Entonces para determinar la masa de oxígeno podemos realizar los siguientes «pasos»: determinamos las moles de átomos de carbono (primer factor), con estas moles fácilmente determinamos las moles de moléculas de oxígeno (segundo factor a partir de coeficientes de la ecuación química), y finalmente obtenemos la masa de oxígeno (tercer factor)
{\displaystyle x=100\;g\;de\ C\cdot {\frac {1\;mol\;de\;C}{12,0107\;g\;de\;C}}\cdot {\frac {1\;mol\;de\;O_{2}}{1\;mol\;de\;C}}\cdot {\frac {31,9988\;g\;de\;O_{2}}{1\;mol\;de\;O_{2}}}}
realizadas las operaciones:
{\displaystyle x=\mathrm {266,41\;gramos\;de\;ox{\acute {\mathrm {i} }}geno} }

## Cálculos estequiométricos
Los cálculos estequiométricos se basan en las relaciones fijas de combinación que hay entre las sustancias en las reacciones químicas balanceadas. Estas relaciones están indicadas por los subíndices numéricos que aparecen en las fórmulas y por los coeficientes. Este tipo de cálculos es muy importante y se utilizan de manera rutinaria en el análisis químico y durante la producción de las sustancias químicas en la industria. 
Los cálculos estequiométricos requieren una unidad química que relacione las masas de los reactantes con las masas de los productos. Esta unidad química es el mol.
Ejemplo de la vida diaria.
La estequiometria la podemos usar por ejemplo cuando vamos al médico porque tenemos un dolor ocasionado por una infección, el doctor debe de sacar la cuenta de nuestro peso con los gramos que contiene el medicamento y sobre la base de esto sacar la medida exacta para saber cuántas pastillas o cuantos mililitros nos tenemos que tomar de dichos medicamentos. También sirve para la fabricación de medicamentos, ya que han de contener las cantidades exactas de los distintos componentes.